# رابرت جارویک
رابرت جارویک (انگلیسی: Robert Jarvik؛ زادهٔ ۱۱ مهٔ ۱۹۴۶) یک مهندس اهل ایالات متحده آمریکا است.